# غيرسون (مدينة)
كيرة سون أو غيرسون (بالعثمانية: كيره سون) هي عاصمة محافظة كيرة سون تقع في شمال شرق تركيا على ساحل البحر الأسود ويبلغ تعداد سكانها نحو 83,636 نسمة.

## المناخ
يظهر الجدول التالي التغييرات المناخية على مدار السنة لغيرسون:
| البيانات المناخية لـغيرسون                   | البيانات المناخية لـغيرسون | البيانات المناخية لـغيرسون | البيانات المناخية لـغيرسون | البيانات المناخية لـغيرسون | البيانات المناخية لـغيرسون | البيانات المناخية لـغيرسون | البيانات المناخية لـغيرسون | البيانات المناخية لـغيرسون | البيانات المناخية لـغيرسون | البيانات المناخية لـغيرسون | البيانات المناخية لـغيرسون | البيانات المناخية لـغيرسون | البيانات المناخية لـغيرسون |
| الشهر                                        | يناير                      | فبراير                     | مارس                       | أبريل                      | مايو                       | يونيو                      | يوليو                      | أغسطس                      | سبتمبر                     | أكتوبر                     | نوفمبر                     | ديسمبر                     | المعدل السنوي              |
| -------------------------------------------- | -------------------------- | -------------------------- | -------------------------- | -------------------------- | -------------------------- | -------------------------- | -------------------------- | -------------------------- | -------------------------- | -------------------------- | -------------------------- | -------------------------- | -------------------------- |
| الدرجة القصوى °م (°ف)                        | 24.9 (76.8)                | 29.5 (85.1)                | 34.9 (94.8)                | 36.0 (96.8)                | 35.4 (95.7)                | 36.2 (97.2)                | 35.3 (95.5)                | 35.2 (95.4)                | 32.8 (91.0)                | 37.3 (99.1)                | 32.8 (91.0)                | 28.0 (82.4)                | 37.3 (99.1)                |
| متوسط درجة الحرارة الكبرى °م (°ف)            | 10.6 (51.1)                | 10.7 (51.3)                | 11.7 (53.1)                | 15.1 (59.2)                | 18.8 (65.8)                | 23.4 (74.1)                | 26.1 (79.0)                | 26.5 (79.7)                | 23.6 (74.5)                | 19.7 (67.5)                | 16.1 (61.0)                | 12.9 (55.2)                | 17.9 (64.3)                |
| المتوسط اليومي °م (°ف)                       | 7.3 (45.1)                 | 7.2 (45.0)                 | 8.1 (46.6)                 | 11.4 (52.5)                | 15.5 (59.9)                | 20.0 (68.0)                | 22.7 (72.9)                | 23.0 (73.4)                | 20.0 (68.0)                | 16.2 (61.2)                | 12.5 (54.5)                | 9.5 (49.1)                 | 14.4 (58.0)                |
| متوسط درجة الحرارة الصغرى °م (°ف)            | 4.7 (40.5)                 | 4.4 (39.9)                 | 5.3 (41.5)                 | 8.6 (47.5)                 | 12.7 (54.9)                | 16.9 (62.4)                | 19.8 (67.6)                | 20.1 (68.2)                | 17.2 (63.0)                | 13.6 (56.5)                | 9.9 (49.8)                 | 6.8 (44.2)                 | 11.7 (53.0)                |
| أدنى درجة حرارة °م (°ف)                      | −6.2 (20.8)                | −9.8 (14.4)                | −4.0 (24.8)                | −1.4 (29.5)                | 4.0 (39.2)                 | 6.8 (44.2)                 | 12.1 (53.8)                | 12.1 (53.8)                | 4.8 (40.6)                 | 4.3 (39.7)                 | −4.7 (23.5)                | −2.4 (27.7)                | −9.8 (14.4)                |
| الهطول مم (إنش)                              | 122.1 (4.81)               | 97.7 (3.85)                | 91.3 (3.59)                | 77.3 (3.04)                | 69.9 (2.75)                | 78.0 (3.07)                | 75.9 (2.99)                | 88.4 (3.48)                | 126.0 (4.96)               | 167.0 (6.57)               | 148.0 (5.83)               | 124.4 (4.90)               | 1٬266 (49.84)              |
| متوسط الأيام الممطرة                         | 14.8                       | 14.2                       | 16.2                       | 15.5                       | 14.6                       | 11.9                       | 10.6                       | 10.8                       | 12.8                       | 14.4                       | 13.6                       | 14.4                       | 163.8                      |
| ساعات سطوع الشمس الشهرية                     | 74.4                       | 86.8                       | 86.8                       | 114                        | 164.3                      | 192                        | 186                        | 139.5                      | 114                        | 105.4                      | 96                         | 58.9                       | 1٬418٫1                    |
| ساعات سطوع الشمس اليومية                     | 1.5                        | 2.4                        | 2.5                        | 3.6                        | 5.1                        | 6.5                        | 5.5                        | 5.0                        | 4.1                        | 3.0                        | 3.2                        | 1.5                        | 3.7                        |
| المصدر: Turkish State Meteorological Service |                            |                            |                            |                            |                            |                            |                            |                            |                            |                            |                            |                            |                            |

## أعلام
- خلقي جفيز أوغلو
- غوكدنيز قرادنيز
- أحمد يالجن قايا
- طوبال عثمان
- إيردن ألكان